# Bir Ubajdu
Bir Ubajdu (arab. بئر عبيدو) – wieś w Syrii, w muhafazie Aleppo, w dystrykcie Ajn al-Arab. W 2004 roku liczyła 200 mieszkańców.